# Антирелігійна пропаганда

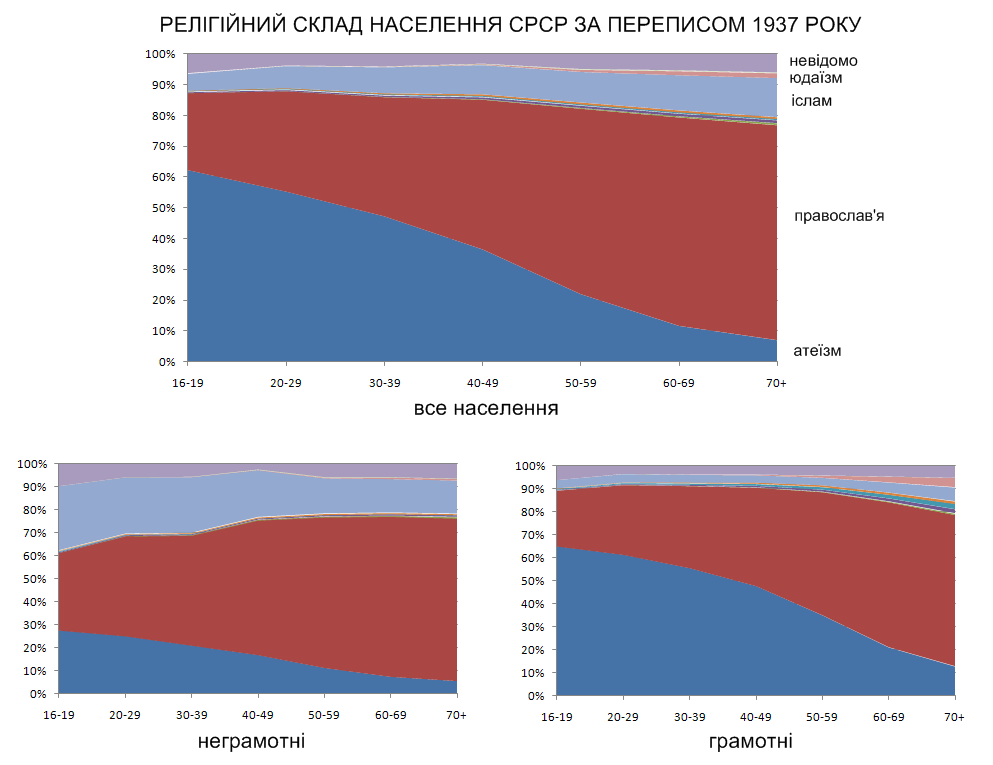
Релігійний склад населення СРСР за переписом 1937 року в залежності від віку та грамотності

Антирелігі́йна пропага́нда — систематична ідеологічно вмотивована діяльність зі здійснення впливу на свідомість людини за допомогою всіляких форм ідеологічної роботи (усна пропаганда, друк, радіо, телебачення і ін.) в цілях подолання релігійних вірувань і вироблення атеїстичного, діалектико-матеріалістичного світогляду.

## Антирелігійна пропаганда в радянському законодавстві
Спочатку, згідно Конституції РРФСР від 1918 гарантувалася «свобода релігійної та антирелігійної пропаганди». Однак, вже на XIV Всеросійському з'їзді Рад РРФСР у травні 1929 року в статтю 4 Конституції РРФСР були внесені поправки, що замінили свободу релігійної пропаганди на свободу релігійних сповідань; зберігаючи при цьому право антирелігійної пропаганди.
Конституція СРСР 1936 року збільшила розрив у правах між віруючими і атеїстами: у статті 124 проголошувалося: «Свобода відправлення релігійних культів і свобода антирелігійної пропаганди визнається за всіма громадянами», тобто право сповідання релігії (яке включає свідчення про свою віру) було замінено на право здійснення релігійних обрядів.
У статті 52 Конституції СРСР 1977 року свобода совісті визначалася як право громадянина сповідувати будь-яку релігію або не сповідувати ніякої, відправляти релігійні культи або вести атеїстичну пропаганду. Таким чином, за кожним громадянином СРСР закріплювалося з одного боку право як сповідувати будь-яку релігію, так і відправляти релігійні культи, а з іншого боку - право не сповідувати жодної релігії та право ведення атеїстичної пропаганди. Релігійна пропаганда в поняття «свобода совісті» в Радянському Союзі не включалася.

## Організація антирелігійної пропаганди в СРСР
У 1921 році при підвідділі пропаганди агітпропвідділом ЦК РКП (б) для координації антирелігійної боротьби виникла Антицерковна комісія. До складу комісії входили чиновники з Агітпропу, Московського комітету РКП (б), VIII ліквідаційного відділу Народного комісаріату юстиції, ЦК РКСМ, а також Народного комісаріату освіти і Головного політичного управління.
В жовтні 1922 року замість кількох слабких комісій (Комісія з обліку і зосередження церковних цінностей, Комісія з реалізації церковних цінностей, Комісія з антирелігійної пропаганди), які працювали нерегулярно, очолюваних Л. Д. Троцьким і О. М. Ярославським, створено Антирелігійну комісію, яка стала «централізацією всієї „антрелігійної справи“ в країні». Комісія діяла від 13 жовтня 1922 до 30 листопада 1929 року.
В 1925 році на ґрунті Товариства друзів газети "Безбожник" була заснована (існувала до 1947 року) масова громадська організація «Союз войовничих безбожників» (СВБ, до червня 1929 року - «Союз безбожників»), на чолі якого став Омелян Ярославський. До 1930-х років антирелігійна пропаганда в країні була централізована в СВБ.
У роки Німецько-радянської війни діяльність СВБ була згорнута. У 1947 році всі матеріальні засоби СВБ були передані Всесоюзному суспільству з розповсюдження політичних і наукових знань (згодом товариство «Знання»). Кістяк фахівців з науково-атеїстичної пропаганди в новому товаристві склали «ті старі кадри, які називалися раніше безбожниками». Під їх керівництвом наклади видань атеїстичної літератури в товаристві «Знання» наприкінці 1940-х - початку 1950-х років були настільки ж високі, як і довоєнних видань СВБ.